# Лол (фильм)
«ЛОЛ» (англ. LOL) — фильм режиссёра Лизы Азуэлос.

## Сюжет
LOL — laughing out loud (англ.) — громко смеяться (смеяться во всеуслышание), русский вариант — «ржу не могу», так зовут Лолу её друзья. В первый же день после летних каникул ей не до смеха: её бросает парень — Артур, более того, мама Лолы делает её жизнь невыносимой. В водовороте дружеских, любовных и семейных проблем новый учебный год выдался богатым на открытия и неожиданные события.
Анна (Софи Марсо) — архитектор, которой за сорок, разведена, ведёт умные разговоры про женскую сексуальность, тайком от троих детей спит с их отцом и не знает, что делать, так как у её старшей дочери Лолы личная жизнь на самом деле не такая, как ей представлялось.

## В ролях
- Криста Тере — Лола
- Софи Марсо — Анна
- Жереми Капон — Маэль
- Франсуаза Фабиан — мать Анны
- Жослин Киврен — Лука
- Марион Шабассоль — Шарлотта
- Лу Лесаж — Стефан
- Эмиль Бертера — Поль-Анри
- Феликс Моати — Артур
- Луис Соммер — Мехди
- Адель Шубар — Прованс
- Джейд-Роуз Паркер — Изабель де Перфит
- Пьер Нине — Жюльен

## Съёмочная группа
- Режиссёр: Лиза Азуэлос
- Продюсер: Кристофер Гранье-Дефер, Эрик Хьюберт, Ромен Ле Гран
- Сценарист: Лиза Алессандрен, Нанс Дельгадо
- Оператор: Натаниель Арон

## Дополнительные факты
- Софи Марсо играла в фильме с похожим сюжетом — «Бум» (1980), но тогда была в роли школьницы Вик.
- В 2012 году вышел голливудский ремейк фильма «LOL», главные роли в котором исполнили Майли Сайрус, Деми Мур, Эшли Грин.
- Фильм снят по реальной истории.